# Каракатиці
Каракатиці (лат. Sepiida) — ряд тварин з класу головоногих молюсків. Від усіх інших сучасних головоногих каракатиці відрізняються присутністю своєрідної вапняної внутрішньої раковини у вигляді широкої пластинки, що займає майже весь спинний бік тулуба. Овальне тіло облямоване по обидва боки плавцем у вигляді вузької костистої облямівки, що тягнеться уздовж всього тулуба. Лише на задньому кінці тіла лівий і правий плавці розділені. Хапальні руки довгі, втягуються цілком в особливі мішкоподібні ямки; інші руки короткі. Лійка з клапаном. Четверта ліва рука у самців гектокотилізована біля основи (тобто відрізняється за своєю будовою і служить для цілей запліднення).

## Етимологія
Слово «каракатиця» запозичене з російської мови, де колись мало незасвідчену форму *корокатица. Вважається, що воно походить від прикметника *корокатъ («ногатий», «з ногами») < *корокъ («нога»). У назві відображається характерна ознака каракатиць — велика кількість кінцівок.

## Опис, зовнішній вигляд, особливості
Ця морська тварина — незвичайна і дуже організована. Наділена низкою унікальних особливостей: має надзвичайно розвинену нервову систему, є активною, маневреною, має зародок «інтелекту» — пристосована нападати і захищатися. Має розмір від 15 см до 50 см.
До того ж, каракатиця має три серця і синьо-зелену кров. Має десять надзвичайних кінцівок-лап, покритих присосками. При цьому дві найдовші лапи вона ховає у спеціальні мішки, що знаходяться під очима. У самців одна з лап настільки змінена, що слугує їм статевим органом.
Каракатиця має дивовижний зір. Її очі за будовою і зовнішнім виглядом схожі на людські,  однак за величиною незрівнянно більші, що й дозволяє їй бачити усе навколо, переміщаючи погляд і компенсуючи невдале положення тіла. Кожне її око має вагу до 10 %  ваги її тіла. А ще каракатиця має дзьоб, що нагадує дзьоб папуги.
Приблизно у 30-ти видів каракатиць у чорнильному мішку є особлива капсула, у якій знаходиться велика кількість яскравих світних бактерій. Завдяки їм каракатиця схожа на маленький ліхтарик.
Цікаво, що каракатиця за своїм бажанням може вимикати світло. Для цього вона виділяє кілька крапель чорнила, які накривають тонкою плівкою капсулу зі світними бактеріями.
Каракатиця використовує такі бактерії як зброю. Вона вивергає блискучу хмаринку перед ворогом, засліплюючи його, а сама тим часом ховається у безпечне місце.
Каракатиця найкраще у світі вміє маскуватися у будь-якому ґрунті. Вона може бути смугастою, плямистою та ін. Її колір залежить від оточуючого середовища. Такими якостями частково володіють й інші головоногі тварини.

## Розмноження
Каракатиці, в цілому, надто лякливі, але у шлюбний період вони грайливі, — проявляють цікавість навіть до людей. Дозволяють себе погладити, — при цьому вони напрочуд ніжні й оксамитові на дотик.
Під час шлюбного періоду самці виконують танець, змінюючи колір і махаючи щупальцями. При цьому на їх тілі з'являються світлі цятки. Буває, що молодих самців не допускають до самок їхні дорослі родичі, — тоді молоді маскуються під самок.

## Спосіб життя
Каракатиця — дивовижне створіння. По воді переміщається легко і тихо. Коли вистежить собі жертву, вона зближується з нею на відстані атаки, — миттєво викидає пару довгих щупалець (лап) із мішка. За допомогою присосків хапає її, притягує до себе, випускає ще дві короткі лапи і хапає жертву.
Якщо у жертви раптом тверда раковина, — каракатиця просто зламує її своїм дзьобом.
У випадку небезпеки каракатиця починає змінювати колір. Буквально за мить, її тіло стає то жовтим, то червоним, то синьо-зеленим, немов переливається усіма кольорами веселки. Це виглядає надзвичайно гарно.
Також, при небезпеці, каракатиця може випустити з себе незвичайну чорнильну речовину, створивши тим самим привид (примару), схожий на її контури.

## Використання
Чорнильна речовина використовується людиною. Із неї виготовляють насичений коричневий пігмент або барвник.
Кісточку, (під шкірою каракатиці) — схожу на раковину, перемелюють на порошок і додають його при виробництві деяких зубних паст.
М'ясо каракатиці має прекрасний смак, воно високо цінується скрізь, протягом усього часу.

### Рецепт рагу з м'ясом каракатиці

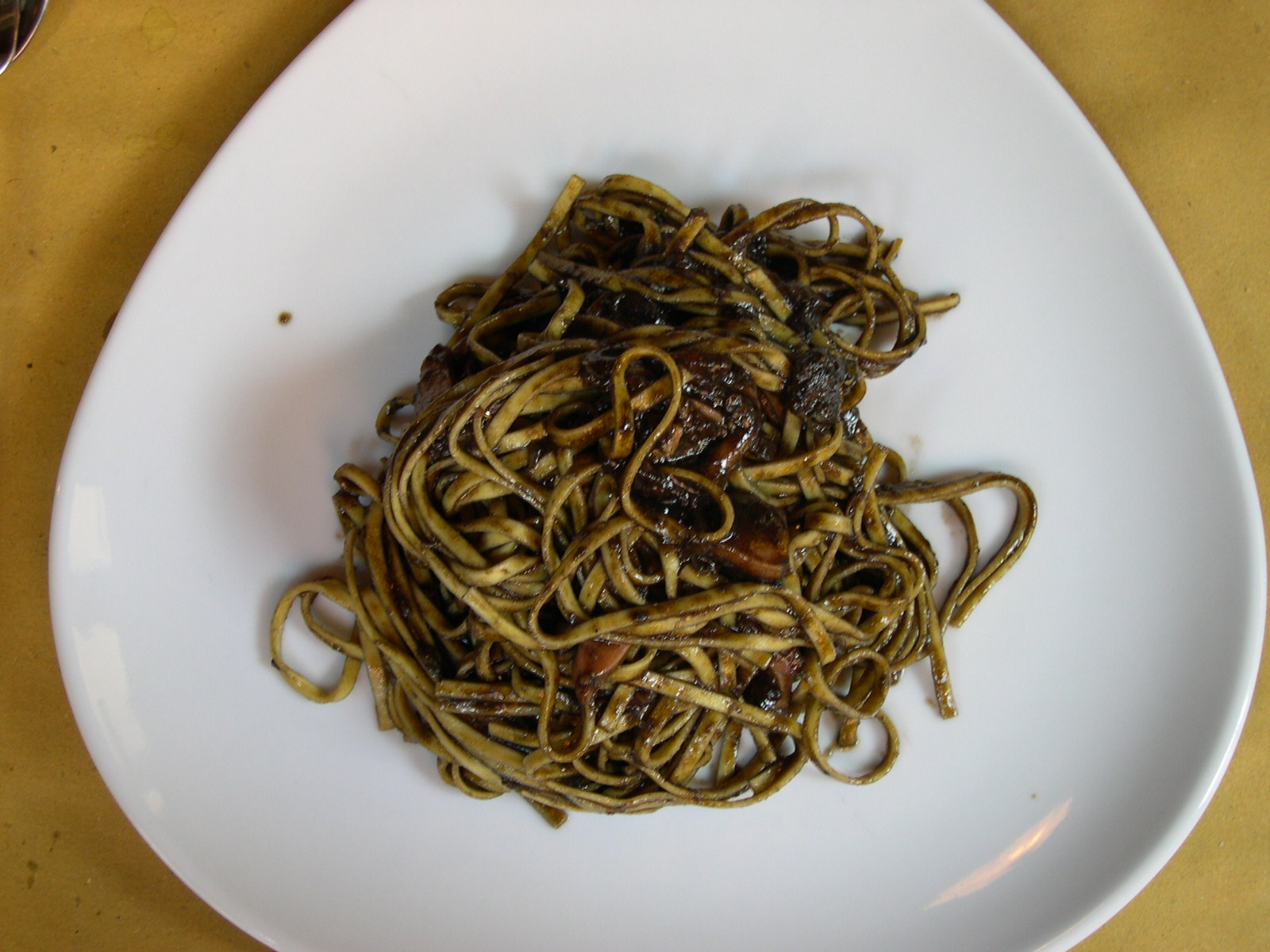
Лінгвіні з каракатицею

Інгредієнти: каракатиці — 500 г, лимонів — 2 шт., помідорів — 1 кг, кабачків — 200 г, цибулі — 100 г, часнику — 0,5 головки, горілки — 1 ст. ложка, оливкової олії — 100 мл,
базилік, червоний перець, сіль.
Для приготування рагу краще використати вже очищені, заморожені каракатиці або ж кільця каракатиць (нарізані щупальці-лапи).
Перед приготуванням видалити усі тверді частини і мішок з чорнильною речовиною.
М'ясо трохи відбити і полити свіжовижатим соком лимону — аби філе набрало м'якості.
Дрібно нарізати часник і помідори і покласти разом з м'ясом в горщик. Туди ж — нарізані кружальцями кабачки і цибулю.
Полити олією і горілкою. Додати базилік. Накрити горщик кришкою і готувати у духовці 45 хв при температурі 200 градусів.
Перед подаванням на стіл посолити і гарно поперчити, щоб рагу із каракатиці стало дійсно «вогненним».

### Каракатиця смажена з паростками бамбука
Інгредієнти: 60 г сушеної каракатиці, 20 г сушених паростків бамбука, 30 г свинячого сала, 5 г соєвого соусу, 5 м концентрату, 5 г кунжутової олії, 5 г оцту, 13 г зеленої цибулі, 10 г рисової горілки, 12 г часнику.
Підготовлені каракатиці і паростки бамбука нарізати соломкою, ошпарити окропом, після чого відкинути і ретельно віджати від води.
В окремій каструлі підготувати суміш, що складається з концентрату, соєвого соусу, рисової горілки, кунжутової олії, оцту, зеленої цибулі, нарізаної шматочками довжиною 2 см, і часнику.
На сильно розігріту сковороду з невеликою кількістю жиру покласти каракатиці, паростки бамбука і, при кількаразовому струшуванні сковороди обсмажити їх, після чого, повторюючи струшуванні, влити спочатку підготовлену суміш, а потім розтоплене свиняче сало.

## Таксономія
До роду Sepia належить близько 30 сучасних видів, що живуть переважно в теплих морях, поблизу берегів. Кілька викопних видів відомо з юри і з третинних відкладень. Каракатиці можуть плавати, але зазвичай тримаються на дні, підстерігаючи свою здобич, що складається з риб і ракоподібних.

### Звичайна каракатиця

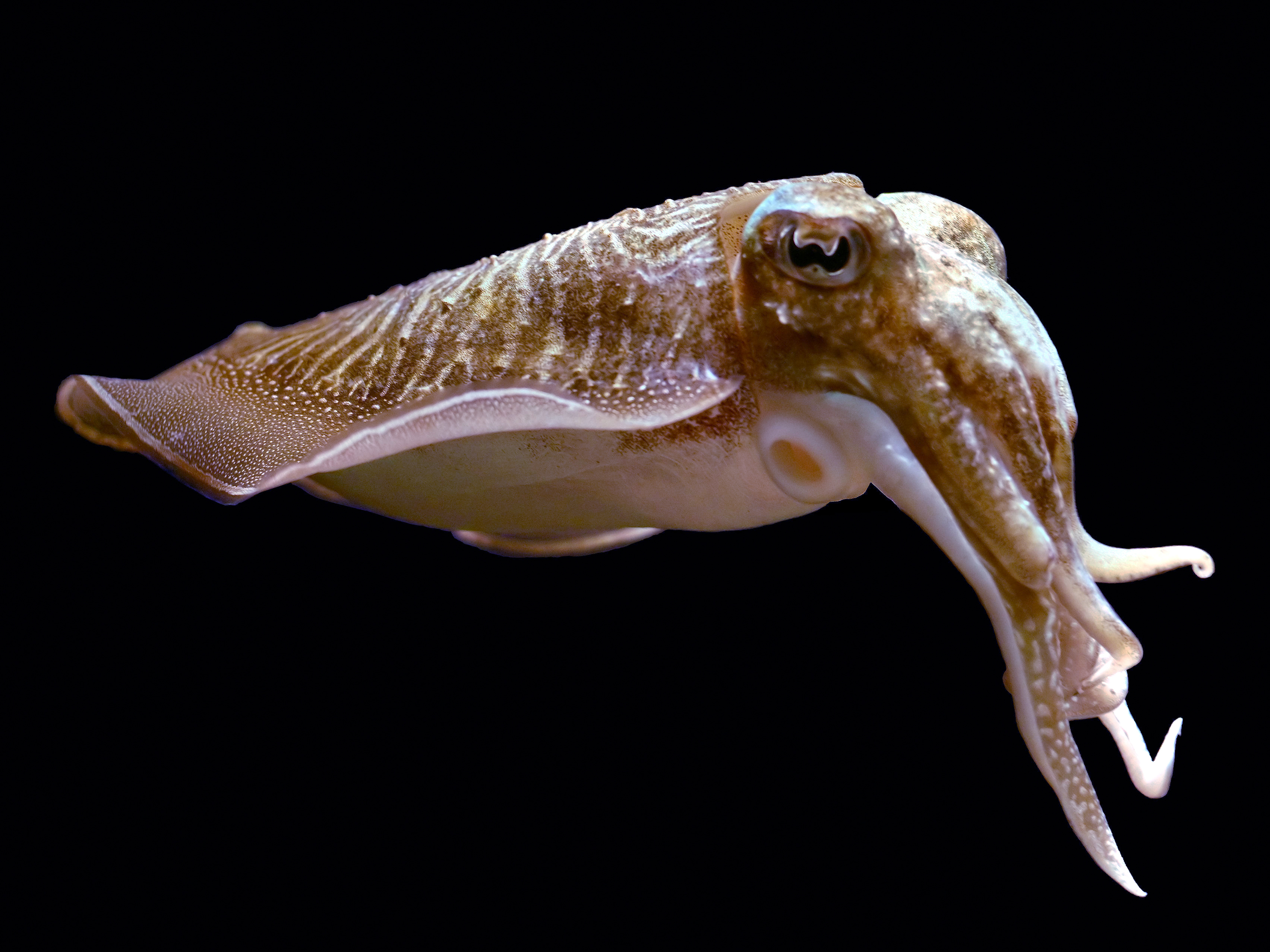
Каракатиця звичайна (Sepia officinalis)

Звичайна каракатиця, (Sepia officinalis L.) мешкає в Атлантичному океані і Середземному морі, буває завдовжки 20-30 см, причому такої ж довжини досягають хапальні руки. Руки мають 4 ряди присосок. Колір мінливий — на спині звичайно буруватий зі світлими плямами та смугами, на череві трохи світліше, на руках зеленуватий, на плавниках фіолетовий. Вживається в їжу. Раковина, (так звана os sepiae) кістка каракатиці, або канаркова пінка в старовину вживалася в медицині, тепер служить лише для полірування і вішається в клітку кімнатних птахів для чищення дзьоба. З рідини чорнильного мішка готується коричнева фарба (сепія).

## Цікаві факти

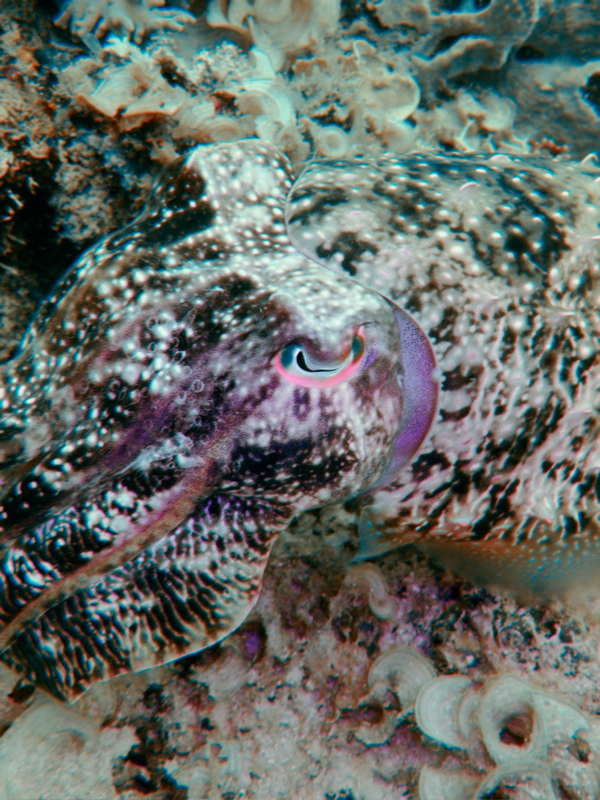
Sepia latimanus

Можливо, десятищупальцева чорна каракатиця послужила «прототипом» для знаменитого «морського ченця» Середньовіччя. Укладач «Енциклопедії забобонів і чарівництва» А. Леманн вважає, що в цьому зіграло роль звичайне підсвідоме бажання бачити знайоме в невідомому. Лежача черевом вниз каракатиця з підібраними щупальцями дійсно могла здатися здалеку схожою на ченця з риб'ячим хвостом. Уява домалювали луску, зубасту пащу — і на світ з'явилося чергове створене людською уявою чудовисько.
Каракатиця є однією з найрозумніших морських тварин. Співвідношення ваги її мозку до тіла не дотягує до рівня морських ссавців, але значно перевершує рівень риб та інших молюсків.